# ولاستیمیل برودسکی
ولاستیمیل برودسکی (انگلیسی: Vlastimil Brodský؛ ۱۵ دسامبر ۱۹۲۰ – ۲۰ آوریل ۲۰۰۲) یک هنرپیشه اهل جمهوری چک بود.
از فیلم‌ها یا برنامه‌های تلویزیونی که وی در آن نقش داشته است می‌توان به از روی قطارها چشم برندار، چکاوک‌ها روی بند و اگر یک‌هزار کلارینت اشاره کرد.